# Pica (rozadora)
La pica es una herramienta de fricción para corte en los minadores puntuales (rozadora), excavadora de zanjas o zanjadoras. Consiste en un bloque de metal duro acabado en una punta de carburo de wolframio.

## Empleo
Se emplean picas delgadas y estrechas en suelos y rocas blandas y picas con insertos de gran diámetro (superior a 22 mm) de carburo de wolframio en rocas duras.